# Asterostomula
Asterostomula är ett släkte av svampar. Asterostomula ingår i divisionen sporsäcksvampar och riket svampar.